# Everton Weekes
Sir Everton de Courcy Weekes KCMG, OBE (* 26. Februar 1925 in St Michael, Barbados; † 1. Juli 2020 in Christ Church, Barbados) war ein westindischer Cricketspieler. Er war zusammen mit Clyde Walcott und Frank Worrell als die „Three Ws“ bekannt.

## Kindheit und Ausbildung
Weekes wurde in St Michael auf Barbados geboren und nach dem FC Everton benannt, von dem sein Vater ein großer Fan war. Er wuchs in armen Verhältnissen auf und verließ die Schule mit 14, um sich der Barbados Defence Force anzuschließen.

## Zeit als Aktiver

### Sein Aufstieg zur Nationalmannschaft
Seine Karriere begann er für Barbados im Jahr 1945, als er gegen Trinidad und Tobago sein erstes First-Class-Spiel bestritt. Nachdem er zehn Spiele für die erste Mannschaft von Barbados absolviert hatte, wurde er in die westindische Nationalmannschaft berufen. Sein Testdebüt feierte er im Januar 1948 gegen England in Bridgetown, Barbados. Dieses verlief für ihn nicht sehr erfolgreich und so sollte er vorerst nicht mehr für das Team berücksichtigt werden. Der für ihn vorgesehene Ersatz, George Headley, musste jedoch verzichten, und so wurde er wieder in die Mannschaft berufen. Beim fünften Test der Tour erfuhr er vom heimischen Publikum Ablehnung, da dieses es bevorzugt hätte den Lokalmatadoren John Holt statt ihm im Kader zu sehen. Er ließ sich jedoch nicht beirren und erzielte mit 141 Runs sein erstes Test-Century. Bei der nächsten Tour in Indien im selben Jahr gelangen ihm in den ersten beiden Tests jeweils ein Century (128 und 194 Runs), bevor er im dritten Test in Kalkutta zwei Centuries erzielte (162 und 101 Runs). Er war damit der erste und bis heute einzige, dem es gelang fünf Centuries in fünf aufeinanderfolgenden Innings zu erzielen. Weekes benötigte lediglich neun Testinnings, um 1000 Testruns zu erreichen. Nur dem Engländer Herbert Sutcliffe gelang es schneller die 1000 Runs Marke zu erzielen.

### Teil der „Three Ws“
Die West Indies hatten bis zum Beginn der 1950er Jahre auf ihren bisherigen drei Touren noch keinen Test gewonnen. Dies sollte sich bei der Tour 1950 ändern. Während der Tour gelang Weekes vier Double-Century gegen County Teams, ein Triple-Century in einem Tour Match gegen Cambridge und erzielte 2310 Runs bei einem Durchschnitt von 79,65 Runs/Wicket über die gesamte Tour. In den Tests der Serie erzielte er ein Century im dritten Test und insgesamt 338 mit einem Durchschnitt von 56,33 Runs/Wicket. Den West Indies gelangen mit dieser Leistung und der von seinen Mannschaftskollegen Clyde Walcott und Frank Worrell drei Test-Siege und damit der Gewinn der Tour. Die drei wurden erstmals an den Positionen drei, vier und fünf in der Batting-Order eingesetzt. Daraufhin wurden sie von der englischen Presse die Three Ws genannt.

### Konstante Leistungen als Nationalspieler

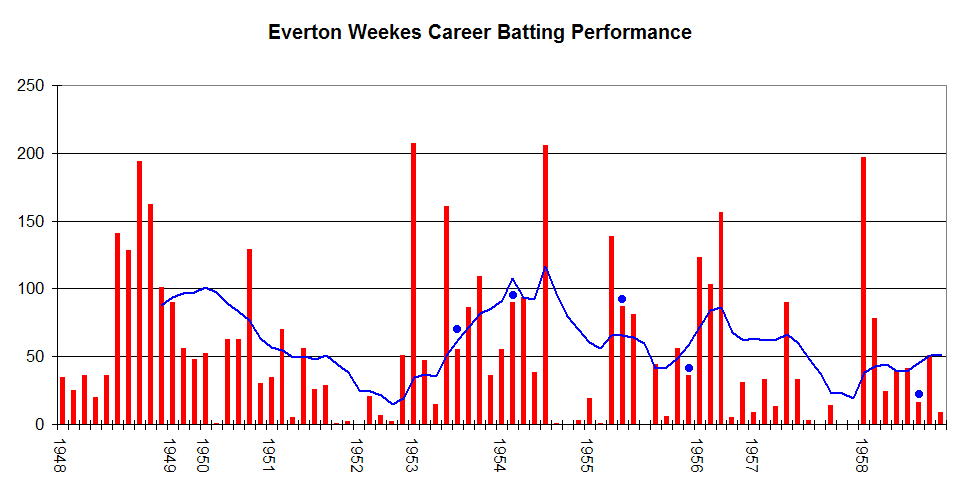
Weekes Batting-Statistiken

Für seine Leistungen wurde er 1951 zu einem der Wisden Cricketers of the Year ernannt. Auf der Tour in Australien und Neuseeland 1951/52 erzielte er eine durchschnittliche Leistung. Dies änderte sich bei der Tour gegen Indien 1952/53. Im ersten Test in Port of Spain erzielte er mit 207 Runs ein Double-Century und an gleicher Stelle einen Monat später ein weiteres Century (161 Runs). Mit einem Century im letzten Test in Kingston (109 Runs) schloss er die Tour erfolgreich ab.
In der Saison 1953/54 tourte England die West Indies und Weekes konnte auch hier überzeugen. Abermals erzielte er in Port of Spain ein Double-Century (206 Runs). Im Jahr darauf gegen Australien gelang ihm an gleicher Stelle ein weiteres Century (139 Runs).
Eine weitere dominante Tour gelang im 1955/56 in Neuseeland. In acht First-Class-Spielen erzielte er 940 Runs bei einem durchschnitt von 104,44 Runs/Wicket. Teil davon waren seine drei Centuries in den ersten drei Tests der Tour (123, 103 und 156 Runs).

### Verletzungen und Karriereende
Auf der Tour in England 1957 war er deutlich durch eine Erkrankung beeinträchtigt und konnte abseits von 90 Runs in Lord’s keine hohe Runzahl erzielen. Seinen letzten Auftritt als Nationalspieler hatte er auf der Tour gegen Pakistan 1957/58. Er erzielte mit 197 Runs ein letztes Century im ersten Test der Tour. In der Folge litt er an einer Oberschenkelverletzung. Eine Operation brachte keine Linderung und so trat er vom internationalen Cricket mit gerade einmal 33 Jahren im Jahr 1958 zurück. Weekes bestritt während seiner Karriere für das Team der West Indies insgesamt 48 Test und erzielte dabei 4.455 Runs (58,61 Runs pro Wicket).
Bis 1964 spielte er noch für Barbados im west-indischen nationalen Cricket.

## Nach der aktiven Karriere
Weekes war nach seiner Karriere unter anderem Coach der Nationalmannschaft Kanadas, als sie beim Cricket World Cup 1979 antrat, schied jedoch in der Vorrunde aus. Auch betätigte er sich im Board der Barbados Cricket Association. Er war außerdem als Kommentator für Cricket-Übertragungen tätig. Bei den Touren Sri Lanka in Indien 1993/94 und Neuseeland in England 1994 war er als Referee tätig. Er verstarb mit 95 Jahren im Juli 2020 und war zum Zeitpunkt seines Todes der drittälteste lebende Test-Cricketer.

## Sonstiges
1995 wurde Everton Weekes Knight Commander des Order of St. Michael and St. George. Im Januar 2009 wurde er in die ICC Cricket Hall of Fame aufgenommen.